# 香港吉野家強姦案
香港吉野家強姦案於2008年4月發生，並在同年9月開始受到傳媒廣泛報導，網絡上更流傳一段用手機拍攝的強姦短片。短片中的兩男一女均身穿吉野家餐廳的員工制服，女方疑遭兩名男同事強暴。短片長約1分48秒，大小約1,854KB，清晰地拍下受害女子以及兩名男子的樣貌，並錄下受害女子說要報警求助的聲音。
該短片在2008年8月下旬開始，透過手機極速流傳。自報章揭發此事後，警方根據短片內容進行調查，並在同年9月10日拘捕3名懷疑涉案人士。同時，該短片開始被網民傳送入電腦，再透過網絡急速傳至全港，並在翌日出現約萬多個來源，增長程度非常驚人，令強姦事件震驚全港。有關短片快速傳至中國大陸、澳門及台灣等地。

## 流傳經過
2008年9月10日蘋果日報報導此事件前兩星期，已有網民在香港一些討論區作出討論。短片初期主要透過手機流傳，其後輾轉流傳至網絡中。當消息於2008年9月10日傳到高登討論區後，眾多高登會員隨即大感興趣，部份則表示不安、憤怒及會報警；而該主題在一個半小時內因過多人回覆，超過回覆上限而被關閉。

## 各方反應

### 大眾傳媒報導
事件揭發後，絕大部份香港報章只指出片中人士穿著「某日式連鎖快餐店制服」，僅東方報業集團旗下報章東方日報、太陽報直接標明該連鎖快餐店為「吉野家」。隨著案件於2008年9月12日在沙田裁判法院提堂，香港報章開始以一致以「吉野家」作跟進報導。
至於香港廣播媒體方面，有線電視和香港電台、商業電台則有簡短報導此事；而無綫電視、亞洲電視等電視台並無提及此事件。在台灣，當地媒體也有報導此事，主要是轉載香港報章的報導。

### 市民反應
一名看過這段短片，但不欲透露姓名的手機用戶指出，有關短片的內容離譜，並指出有關內容是強姦場面，應該報警拘捕強姦者。他表示，自從淫照事件之後，已經沒有人敢將一些涉及淫褻的照片及短片放上網。而在網上不應該出現如此的片段：因為上載淫褻片段者，會很容易被捕，所以只會用手機互傳。他亦猜測有很多人都收到該段片。他表示，這段短片拍下的可能是一宗強姦案，收到短片的人應該報警，但很多人都怕麻煩而不敢報警。

### 警方行動
據消息指出，警方在2008年9月9日收到有關短片，並展開調查；之後警方在2008年9月10日，採取行動拘捕了三名分別16、17和19歲的青年協助調查。

### 飲食集團聲明
2008年9月10日蘋果日報報導事件翌後日，飲食集團吉野家發表聲明表示，會協助警方調查有人穿著疑似該公司制服，進行不當行為的事件，並稱若查明旗下員工有違法行為，定必依法配合警方一切行動，嚴懲不法之徒。
吉野家快餐（香港）有限公司於9月12日案件提堂後發表聲明，就近日「有人穿疑似吉野家制服進行不當行為」一事作出回應。它指公司非常感謝公眾及傳媒連日來對事件的關注，並已即時展開員工關愛行動。聲明續指，該公司已加強保安措施，包括撥出100萬港元加強保安系統及員工培訓，又設立員工熱線，紓緩員工情緒及提供協助。此外，公司亦表示會派員到各店舖探訪，了解前線員工的需要。

### 法律界人士意見
法律界人士鄧達明表示，無論利用互聯網抑或手機，傳送淫褻的照片或影片都是違法的，以今次事件為例，若有人用手機向他人發送短片，都已觸犯法例。他表示，自從藝人床照流出事件之後，沒有人再敢用這方法傳輸淫褻影音檔案。不過，梁永鏗律師則認為私下相互傳閱片段並屬於不犯法。

## 法庭審訊
在2008年9月12日，警方控告兩名男學生及一名十九歲青年，分別各一項強姦罪名，於沙田裁判法院提堂。他們同被控一項於2008年4月某日，在新界區一間吉野家內強姦一名女子。各被告暫毋須答辯，還押監房看管至10月10日再提訊，以待控方進一步檢查被告的手提電話和電腦。
案中三名被告的身份，亦在法庭上曝光：首被告何嘉杰（17歲）及次被告馬浩芹（16歲）均報稱學生，第三被告李孝忠（19歲）報稱店務助理。三者皆家住新界北區。
2009年7月6日，案件於香港高等法院開審，至8月13日裁定何姓首被告強姦罪名成立，另外兩名被告則被裁定協助及教唆強姦、妨礙司法公正兩項罪名不成立，當庭釋放。至9月7日，首被告被判入獄4年。

## 外部連結
- 吉野家公司聲明（页面存档备份，存于）

### 報章
- 蘋果日報：穿飲食集團制服 數男女旁觀拍攝 強姦片段手機流傳，2008年9月10日。
- 雅虎香港焦點新聞：輪姦短片網上廣流傳 警拘三人（页面存档备份，存于）, 2008年9月11日。
- 明報：強姦短片廣流傳 警拘3人 Foxy手機發放 學者警告或觸法網（页面存档备份，存于）, 2008年9月11日。
- 星島日報：輪姦片上網　警拘三人（页面存档备份，存于）, 2008年9月11日。
- NOW News今日新聞(台灣)：港網流傳少女疑似被姦短片 3名涉案男子被捕, 2008年9月12日。
- 明報：2學生1店員控姦吉野家員工（页面存档备份，存于）, 2008年9月13日。
- 星島日報：兩學生涉吉野家強姦案（页面存档备份，存于）, 2008年9月13日。
- 蘋果日報：吉野家強姦案三少年提堂 女子庭上飲泣（页面存档备份，存于）, 2008年9月13日。

### 其他
- 吳永康:淺析性罪行受害人免被傳媒揭露的法律保障及現況(Doc格式，取自明光社網站)